# Échec et mat à mort
Échec et mat à mort (Fool's Mate) est une nouvelle de science-fiction écrite par Robert Sheckley, publiée en mars 1953 dans Astounding.

## Publications
- Publications aux États-Unis

La nouvelle a été publiée pour la première fois aux États-Unis en mars 1953 dans Astounding.
Elle a ensuite été publiée dans diverses anthologies ou divers recueils, notamment dans The Collected Short Fiction of Robert Sheckley (plusieurs éditions).
- Publications en France

La nouvelle a été publiée en France dans l'anthologie Douces Illusions (p. 115 à 133), parue en 1978. Le recueil a fait l'objet d'une réédition en 1987.
- Publications dans d'autres pays

La nouvelle a aussi été éditée :
- en italien :
  - sous le titre Scacco matto, 1966[1],
  - sous le titre Scacco Matto, 1981[2],
- en allemand sous le titre Narrenschach, 1986[3].

## Résumé
Les humains sont en guerre contre des extraterrestres dont on ne sait rien, si ce n’est qu'ils agissent de manière ultra-rationnelle et ultra-logique. Peut-être sont-ils des robots ? Ou alors utilisent-ils les lois de la logique et des probabilités dans leurs derniers retranchements ? Les militaires humains ont donc à leur tour programmé des intelligences artificielles ultrapuissantes, chargées de « voir » les effets induits par chaque escarmouche, chaque attaque, chaque bataille. Les deux camps, humain et alien, semblent agir comme deux joueurs d'échecs qui seraient en position de match nul, chacun ayant peur, en agissant, de commettre un acte qui entrainerait la fin de la guerre par son annihilation. 
Quand la nouvelle commence, Ellsner est l'envoyé du président suprême de la Terre : il vient rencontrer sur le front du conflit le général Branch, chef des forces terriennes, et son adjoint, Margraves, afin de faire le point sur la situation et envisager la suite de la guerre. Branch et Margraves se montrent pessimistes : les ordinateurs présentent des simulations désastreuses, quel que soit le type d'attaque envisagé. Le problème est que la situation ne peut pas durer comme cela : le moral, tant sur le front que sur Terre, est en train de s'effondrer, et l'on risque une quasi-défaite dans les deux années à venir si rien n'est fait. Mais si on agit, les lois de la logique et des probabilités montrent qu'on n'est pas certain de gagner la guerre. Ellsner, investi des pleins pouvoirs, ordonne alors la guerre à outrance, sur la base d'un plan attaque assez spécial. 
La bataille spatiale a lieu et voit la complète victoire des Humains. Le plan d'attaque était le suivant : puisque les ennemis, comme les Terriens, fondaient leur stratégie sur la logique et la prévisibilité, Ellsner a ordonné de combattre sans plan préétabli, dans le désordre le plus total, sans cohérence d'ensemble. Les aliens, incapables de faire face à quelque chose d'inconcevable pour eux (le Chaos), ont été pris de court et ont été défaits.